# (8244) Mikolaichuk
(8244) Mikolaichuk es un asteroide perteneciente al cinturón de asteroides, descubierto el 3 de octubre de 1975 por la astrónoma soviética Liudmila Chernyj desde el Observatorio Astrofísico de Crimea (República de Crimea, Rusia).

## Designación y nombre
Designado provisionalmente como 1975 TO2. Fue nombrado en homenaje al actor y director de cine ucraniano Ivan Vasilievich Mikolaichuk.